# Creu de la Santa Missió (Siurana)
La Creu de la Santa Missió és una obra de Siurana (Alt Empordà) inclosa a l'Inventari del Patrimoni Arquitectònic de Catalunya.

## Descripció
Creu de terme situada a prop de l'església a davant el camí que porta a Torroella de Fluvià. És una creu d'uns dos metres d'alçada que s'estructura en una base de sustentació quadrada. La columna o fust de la creu, es divideix en tres cossos en degradació, al superior del qual hi ha la inscripció:MISSIO SANCTA 1948. La creu és llatina i es troba sobre un plint amb un tor i una escòcia. Una altra inscripció emmarcada per un oval, la trobem a la intersecció dels dos braços, a on hi apareix l'anagrama JHS.